# Vozera Tsjosta
Vozera Tsjosta (vitryska: Возера Цёста) är en sjö i Belarus.   Den ligger i voblasten Vitsebsks voblast, i den nordöstra delen av landet, 260 km nordost om huvudstaden Minsk. Vozera Tsjosta ligger 148 meter över havet. Arean är 5,0 kvadratkilometer. Den sträcker sig 5,7 kilometer i nord-sydlig riktning, och 3,1 kilometer i öst-västlig riktning.
I omgivningarna runt Vozera Tsjosta växer i huvudsak blandskog. Runt Vozera Tsjosta är det glesbefolkat, med 10 invånare per kvadratkilometer.